# Правительство Шмыгаля
Правительство Дениса Шмыгаля — 21-й кабинет министров Украины, сформированный 4 марта 2020 года после отставки правительства Алексея Гончарука.
Премьер-министром по предложению президента Зеленского был утверждён Денис Шмыгаль.

## События

### Административная реформа
Одновременно с назначением нового правительства была начата очередная реформа министерств.
Реструктуризации подверглись министерства:
- Министерство по делам ветеранов и по вопросам временно оккупированных территорий,
- Министерство развития экономики, торговли и сельского хозяйства,
- Министерство культуры, молодёжи и спорта.
- Министерство энергетики и защиты окружающей среды.

## Состав правительства
| Должность | Портрет                         | Имя и фамилия              | Срок пребывания в должности                                               |                         |
| Премьер-министр Украины | Премьер-министр Украины         | Премьер-министр Украины    | Премьер-министр Украины                                                   | Премьер-министр Украины |
| --- | ------------------------------- | -------------------------- | ------------------------------------------------------------------------- | ----------------------- |
| Премьер-министр |                                 | Денис Шмыгаль              | с 4 марта 2020 по 16 июля 2025                                            |                         |
| Заместители премьер-министра |                                 |                            |                                                                           |                         |
| Первый вице-премьер-министр — Министр экономики |                                 | Алексей Любченко           | с 20 мая — по 3 ноября 2021                                               |                         |
| Первый вице-премьер-министр — Министр экономики |                                 | Юлия Свириденко            | с 4 ноября 2021 по 16 июля 2025                                           |                         |
| Вице-премьер-министр — Министр национального единства (до 3 декабря 2024 года — Министр по вопросам реинтеграции временно оккупированных территорий) |                                 | Алексей Резников           | с 4 марта 2020 по 3 ноября 2021                                           |                         |
| Вице-премьер-министр — Министр национального единства (до 3 декабря 2024 года — Министр по вопросам реинтеграции временно оккупированных территорий) |                                 | Ирина Верещук              | с 4 ноября 2021 по 5 сентября 2024                                        |                         |
| Вице-премьер-министр — Министр национального единства (до 3 декабря 2024 года — Министр по вопросам реинтеграции временно оккупированных территорий) |                                 | Алексей Чернышов           | 3 декабря 2024 по 17 июля 2025                                            |                         |
| Вице-премьер-министр по вопросам европейской и евроатлантической интеграции Украины                                                                  |                                 | Вадим Пристайко            | с 4 марта 2020 по 4 июня 2020                                             |                         |
| Вице-премьер-министр по вопросам европейской и евроатлантической интеграции Украины                                                                  |                                 | Ольга Стефанишина          | с 4 июня 2020 по 16 июля 2025                                             |                         |
| Вице-премьер-министр — Министр цифровой трансформации                                                                                                |                                 | Михаил Фёдоров             | с 29 августа 2019 по 20 марта 2023                                        |                         |
| Вице-премьер-министр по инновациям, развитию образования, науки и технологий Украины — Министр цифровой трансформации                                | с 21 марта 2023 по 16 июля 2025 | Михаил Фёдоров             |                                                                           |                         |
| Вице-премьер-министр по восстановлению Украины — Министр развития общин, территорий Украины                                                          |                                 | Александр Кубраков         | с 1 декабря 2022 года по 9 мая 2024                                       |                         |
| Вице-премьер-министр по восстановлению Украины — Министр развития общин, территорий Украины                                                          |                                 | Василий Шкураков (врио)    | с 9 мая 2024 по 4 сентября 2024                                           |                         |
| Вице-премьер-министр по восстановлению Украины — Министр развития общин, территорий Украины                                                          |                                 | Алексей Кулеба             | с 5 сентября 2024 по 16 июля 2025                                         |                         |
| Министры |                                 |                            |                                                                           |                         |
| Министр по вопросам стратегических отраслей промышленности (с 16 июля 2020 по 3 ноября 2021 — вице-премьер-министр)                                  |                                 | Олег Уруский               | с 16 июля 2020 по 3 ноября 2021                                           |                         |
| Министр по вопросам стратегических отраслей промышленности (с 16 июля 2020 по 3 ноября 2021 — вице-премьер-министр)                                  |                                 | Павел Рябикин              | с 4 ноября 2021 по 20 марта 2023                                          |                         |
| Министр по вопросам стратегических отраслей промышленности (с 16 июля 2020 по 3 ноября 2021 — вице-премьер-министр)                                  |                                 | Александр Камышин          | с 21 марта 2023 по 4 сентября 2024                                        |                         |
| Министр по вопросам стратегических отраслей промышленности (с 16 июля 2020 по 3 ноября 2021 — вице-премьер-министр)                                  |                                 | Герман Сметанин            | с 5 сентября 2024 по 16 июля 2025                                         |                         |
| Министр внутренних дел |                                 | Арсен Аваков               | с 22 февраля 2014 по 15 июля 2021                                         |                         |
| Министр внутренних дел |                                 | Денис Монастырский         | с 16 июля 2021 по 18 января 2023, погиб в авиакатастрофе                  |                         |
| Министр внутренних дел |                                 | Игорь Клименко             | с 7 февраля 2023 по 16 июля 2025 (врио 18 января — 7 февраля 2023)        |                         |
| Министр по делам ветеранов |                                 | Сергей Бессараб            | с 4 марта 2020 по 16 декабря 2020                                         |                         |
| Министр по делам ветеранов |                                 | Юлия Лапутина              | с 18 декабря 2020 по 7 февраля 2024                                       |                         |
| Министр по делам ветеранов |                                 | Александр Порхун (врио)    | с 8 февраля по 5 сентября 2024                                            |                         |
| Министр по делам ветеранов |                                 | Наталья Калмыкова          | с 5 сентября 2024 по 16 июля 2025                                         |                         |
| Министр молодёжи и спорта |                                 | Вадим Гутцайт              | с 4 марта 2020 по 9 ноября 2023                                           |                         |
| Министр молодёжи и спорта |                                 | Матвей Бедный              | с 5 сентября 2024 (врио 9 ноября 2023 – 5 сентября 2024)                  |                         |
| Министр здравоохранения |                                 | Илья Емец                  | с 4 марта 2020 по 30 марта 2020                                           |                         |
| Министр здравоохранения |                                 | Максим Степанов            | с 30 марта 2020 по 18 мая 2021                                            |                         |
| Министр здравоохранения |                                 | Виктор Ляшко               | с 20 мая 2021 по 16 июля 2025                                             |                         |
| Министр инфраструктуры (объединено с Министерством развития общин и территорий)                                                                      |                                 | Владислав Криклий          | с 29 августа 2019 по 18 мая 2021                                          |                         |
| Министр инфраструктуры (объединено с Министерством развития общин и территорий)                                                                      |                                 | Александр Кубраков         | с 20 мая 2021 по 30 ноября 2022                                           |                         |
| Министр социальной политики |                                 | Марина Лазебная            | с 4 марта 2020 по 18 июля 2022                                            |                         |
| Министр социальной политики |                                 | Оксана Жолнович            | с 19 июля 2022 по 16 июля 2025                                            |                         |
| Министр юстиции |                                 | Денис Малюська             | с 29 августа 2019 по 4 сентября 2024                                      |                         |
| Министр юстиции |                                 | Ольга Стефанишина          | с 5 сентября 2024 по 16 июля 2025                                         |                         |
| Министр финансов |                                 | Игорь Уманский             | с 4 марта 2020 по 30 марта 2020                                           |                         |
| Министр финансов |                                 | Сергей Марченко            | с 30 марта 2020 по 16 июля 2025                                           |                         |
| Министр развития общин и территорий Украины (объединено с Министерством инфраструктуры)                                                              |                                 | Алексей Чернышов           | с 4 марта 2020 по 3 ноября 2022                                           |                         |
| Министр иностранных дел |                                 | Дмитрий Кулеба             | с 4 марта 2020 по 5 сентября 2024                                         |                         |
| Министр иностранных дел |                                 | Андрей Сибига              | с 5 сентября 2024 по 16 июля 2025                                         |                         |
| Министр обороны |                                 | Андрей Таран               | с 4 марта 2020 по 3 ноября 2021                                           |                         |
| Министр обороны |                                 | Алексей Резников           | с 4 ноября 2021 по 5 сентября 2023                                        |                         |
| Министр обороны |                                 | Рустем Умеров              | с 6 сентября 2023 по 16 июля 2025                                         |                         |
| Министр экономики Украины (до 20 мая 2021 — Министр развития экономики, торговли и сельского хозяйства Украины)                                      |                                 | Павел Кухта (врио)         | с 10 марта 2020 по 17 марта 2020                                          |                         |
| Министр экономики Украины (до 20 мая 2021 — Министр развития экономики, торговли и сельского хозяйства Украины)                                      |                                 | Игорь Петрашко             | с 17 марта 2020 по 18 мая 2021                                            |                         |
| Министр экономики Украины (до 20 мая 2021 — Министр развития экономики, торговли и сельского хозяйства Украины)                                      |                                 | Ирина Новикова (врио)      | с 19 мая 2021 по 20 мая 2021                                              |                         |
| Министр экономики Украины (до 20 мая 2021 — Министр развития экономики, торговли и сельского хозяйства Украины)                                      |                                 | Алексей Любченко           | с 20 мая 2021 по 3 ноября 2021                                            |                         |
| Министр экономики Украины (до 20 мая 2021 — Министр развития экономики, торговли и сельского хозяйства Украины)                                      |                                 | Юлия Свириденко            | с 4 ноября 2021 по 16 июля 2025                                           |                         |
| Министр аграрной политики и продовольствия Украины                                                                                                   |                                 | Роман Лещенко              | с 17 декабря 2020 по 24 марта 2022                                        |                         |
| Министр аграрной политики и продовольствия Украины                                                                                                   |                                 | Николай Сольский           | с 24 марта 2022 по 9 мая 2024                                             |                         |
| Министр аграрной политики и продовольствия Украины                                                                                                   |                                 | Тарас Высоцкий (врио)      | с 9 мая 2024 по 5 сентября 2024                                           |                         |
| Министр аграрной политики и продовольствия Украины                                                                                                   |                                 | Виталий Коваль             | с 5 сентября 2024 по 16 июля 2025                                         |                         |
| Министр энергетики (до 3 июня 2020 года — Министр энергетики и защиты окружающей среды Украины)                                                      |                                 | Виталий Шубин (врио)       | с 10 марта 2020 по 16 апреля 2020                                         |                         |
| Министр энергетики (до 3 июня 2020 года — Министр энергетики и защиты окружающей среды Украины)                                                      |                                 | Ольга Буславец (врио)      | с 16 апреля 2020 по 20 ноября 2020                                        |                         |
| Министр энергетики (до 3 июня 2020 года — Министр энергетики и защиты окружающей среды Украины)                                                      |                                 | Юрий Бойко (врио)          | с 20 ноября 2020 по 21 декабря 2020; с 28 апреля 2021 по 29 апреля 2021   |                         |
| Министр энергетики (до 3 июня 2020 года — Министр энергетики и защиты окружающей среды Украины)                                                      |                                 | Юрий Витренко (врио)       | с 21 декабря 2020 по 28 апреля 2021                                       |                         |
| Министр энергетики (до 3 июня 2020 года — Министр энергетики и защиты окружающей среды Украины)                                                      |                                 | Герман Галущенко           | с 29 апреля 2021 по 16 июля 2025                                          |                         |
| Министр защиты окружающей среды и природных ресурсов                                                                                                 |                                 | Роман Абрамовский          | с 19 июня 2020 по 3 ноября 2021                                           |                         |
| Министр защиты окружающей среды и природных ресурсов                                                                                                 |                                 | Руслан Стрелец             | с 14 апреля 2022 по 4 сентября 2024 (врио 4 ноября 2021 – 14 апреля 2022) |                         |
| Министр защиты окружающей среды и природных ресурсов                                                                                                 |                                 | Светлана Гринчук           | с 5 сентября 2024 по 16 июля 2025                                         |                         |
| Министр культуры |                                 | Анатолий Максимчук (врио)  | с 4 марта 2020 по 10 марта 2020                                           |                         |
| Министр культуры |                                 | Светлана Фоменко (врио)    | с 10 марта 2020 по 4 июня 2020                                            |                         |
| Министр культуры |                                 | Александр Ткаченко         | с 4 июня 2020 по 27 июля 2023                                             |                         |
| Министр культуры |                                 | Ростислав Карандеев (врио) | с 28 июля 2023 по 5 сентября 2024                                         |                         |
| Министр культуры |                                 | Николай Точицкий           | с 5 сентября 2024 по 16 июля 2025                                         |                         |
| Министр образования и науки |                                 | Юрий Полюхович (врио)      | с 10 марта 2020 по 25 марта 2020                                          |                         |
| Министр образования и науки |                                 | Любомира Мандзий (врио)    | с 25 марта 2020 по 25 июня 2020                                           |                         |
| Министр образования и науки |                                 | Сергей Шкарлет             | с 17 декабря 2020 (врио с 25 июня 2020) по 20 марта 2023                  |                         |
| Министр образования и науки |                                 | Оксен Лисовой              | с 21 марта 2023 по 16 июля 2025                                           |                         |
| Министр Кабинета министров |                                 | Олег Немчинов              | с 4 марта 2020 по 16 июля 2025                                            |                         |

## Обвинения в коррупции
2 апреля 2020 года экс-министр финансов Игорь Уманский обвинил председателя Государственной таможенной службы Максима Нефёдова и председателя Государственной налоговой службы Сергея Верланова, в том, что благодаря их бездействию государственный бюджет Украины ежемесячно недополучает 5 млрд грн. В частности, он отметил, что об этих фактах он сообщил премьер-министру Денису Шмыгалю:
Я прихожу к нему, показываю: «Смотрите, мы тут сейчас плюшками балуемся, а вот — информация по каждому месяцу, и это только „скрутки“ с НДС. Это в среднем 5 миллиардов в месяц недополучает бюджет». Как только я пришел в Минфин, мне быстро со всех сторон сливать информацию начали – с расшифровками, по компаниям, по суммам. Где стартуют, через кого прогоняют, где выводят. И 5 миллиардов – это только по НДС! Клименко с Януковичем смотрят и говорят: «Блин, а что, так можно было?».